# Чекіта Геннадій Леонідович
Генна́дій Леоні́дович Чекіта (нар. 17 липня 1966, Одеса) — народний депутат України, голова підкомітету з питань цін і тарифів, ціноутворення, регуляторної політики, кооперації, захисту прав споживачів Комітету Верховної Ради України з питань економічної політики.

## Освіта
У 1983 році закінчив середню школу № 35 м. Одеси.
1983—1987 роки — навчався у Московському вищому орденів Леніна і Жовтневої революції училищі ім. Верховної Ради РСФСР (місто Москва). Здобув вищу освіту за спеціальністю інженера та референта–перекладача.
1992—1997 роки — навчався в Одеському державному економічному університеті на вечірній формі навчання. Здобув вищу освіту за спеціальністю економіст.
1992—1997 роки — навчався в Одеському державному університеті ім. І. І. Мечникова на заочній формі навчання. Здобув вищу освіту за спеціальністю юрист.

## Кар'єра
1983—1990 — проходив строкову службу у лавах Радянської армії.
1990—1994 — заступник генерального директора територіального-міжгалузевого об'єднання Жовтневої районної ради міста Одеси.
1995—1999 — заступник керівника СП «Панком», м. Одеса.
1999 — керівник СП «Панком-Юн», м. Одеса.
1999—2001 — заступник керівника СП «Панком-Юн», м. Одеса.
2001—2002 — керівник ПП «Панком-Мет», м. Одеса.
2002—2004 — керівник територіального-міжгалузевого об'єднання «Темо», Одеса.
2004—2005 — заступник керівника ТОВ СП «Панком-Юн», Одеса.
2005—2006 — помічник депутата Верховної Ради України, м. Київ.
2006—2013 — віце-президент ВАТ СП «Панком-Юн», Одеса.
З 2013 — президент ПрАТ «Будгідравліка».

## Громадська діяльність
1994—1998 — депутат Жовтневої районної ради міста Одеси.
2002—2006 — депутат Одеської обласної ради IV скликання.
2006—2009 — депутат Одеської міської ради V скликання.
З 2010 — депутат Одеської міської ради VI скликання, голова фракції ВО «Батьківщина».

## Особисте життя
Одружений. Дружина Діана Малая. Та діти син Гранд та донька Віоланта

## Парламентська діяльність
З 2014 по 2019 рік - Народний депутат України 8го скликання.
За свою каденцію Народний депутат Геннадій Чекіта зареєстрував понад 80 законопроєктів. Найголовніші:
1. Про пенсійне забезпечення осіб.
2. Про Забезпечення конституційних прав громадян на житло.
3. У сфері будівництва та експлуатації автомобільних доріг.
4. Щодо підвищення якості управління кредитними ризиками банків шляхом створення кредитного реєстру.
5. За боротьбі з корупцією.
Геннадій Чекіта також вносив пропозиції щодо внесення змін до Податкового, Бюджетного, Митного, Сімейного кодексів України. Що ж стосується безпосередньо проблем Малиновського району міста Одеса, то парламентарій запропонував створити асоціацію голів ОСББ Малиновського району - за допомогою якої містяни можуть ефективніше відстоювати свої права.

## Державні нагороди
У 2006 році нагороджений орденом «За заслуги» III ступеня, у 2009 році — орденом «За заслуги» II ступеня.